# Гуены
Гуены, гуенцы (гуэны, гуэнцы) — исчезнувшая тюркская народность на Северном Кавказе, ставшая одним из компонентов в этногенезе современных кумыков.

## Происхождение
Большинство исследователей считают гуенов прямыми потомками кавказских гуннов. Ягуб-бек Лазарев (XIX в.), основываясь на сведениях армянских источников, в работе «О гуннах Дагестана» отождествлял гюенов с гуннами и писал, что этот этноним известен на Восточном Кавказе (Дагестан) со времен мидян. Н. Ходнев также считает гуенов потомками гуннов Прикаспия. По сведениям автора газеты Кавказ. 1859. № 91, гуены являлись остатками гуннов, переселившихся с горного Дагестана. По предположению П. Головинского, гуены — потомки хуннов (гуннов).
Академик, генерал-лейтенант Н. Ф. Дубровин, в 1-м томе своего труда «История войны и владычества русских на Кавказе» (1871 г.), упоминает гуенов и локализует их в период деятельности кумыкского правителя Султан-Махмуда в урочище Чумлы/Чуенлы. В примечании исследователь поясняет, что гуены «суть переселенцы изъ аула Гуни, что въ Ичкеріи (здесь Чечня)». Автор труда «Рассказ кумыка о кумыках» Д.Шихалиев также писал о том, что гуены происходят из Чечни:

Об этнической принадлежности гуенов мы знаем еще меньше. Шихалиев их называет так же, как тюменов, «древнейшими обитателями края», выходцами из Чечни— Д.-М. Шихалиев - "Рассказ кумыка о кумыках", 2022

## История
Известный кавказский этнограф В. Вейденбаум утверждал, что гуены во время нашествия монголов и Тимура занимали предгорную зону и составляли многочисленное племя, имевших своих князей. «Князь куэнов» упоминается в качестве союзника шаухала в конце XVI века.
Н. Ходнев:

«До Султан-Мута тюмены и гуэны имели своих князей; но сначала первые истребили князей у вторых, а потом вторые у первых. Наконец, после Султан-Мута те и другие подчинились его потомкам»
По сведениям Н. Ходнева, тюмены и гуэны пригласили Султан-Махмуда перейти к ним. Согласно другой, возможно, что гуенов вместе с тюменами привёл в Чумлы Султан-Махмуд, наряду со своими подданными — засулакскими кумыками. Позднее, после смерти Султан-Махмуда, население Чумлы (в том числе и гуены) спустилось жить ниже по реке Акташ на место современного села Эндирей. В это время наследниками Султан-Махмуда стали его сыновья Айдемир и Казаналп. Предания утверждают, что гуены, с половиной подчинённых братьям засулакских кумыков, отошли под власть Айдемира.